# Jean-Baptiste Baudoin
Jean-Baptiste Baudoin (Juniville, le 11 janvier 1831 - ?, le 15 novembre 1875) est un prêtre catholique français, missionnaire en Islande.

## Biographie
Jean-Baptiste Baudoin fut envoyé en Islande en 1858, pays dans lequel Bernard Bernard est en mission depuis l'année précédente ; ce sont les premiers prêtres catholiques en Islande après la Réforme protestante.
Pour faciliter le travail d'évangélisation, ils décident de passer à Reykjavik, où en 1859 ils ont acheté une parcelle de terrain avec ferme dans la région appelée Landakot. 
Dans la même zone ils ont construit une petite chapelle en 1864 ; quelques années plus tard, a été érigée une petite église en bois dédiée au Sacré-Cœur de Jésus. La cathédrale-basilique du Christ-Roi de Reykjavík n'a été bâtie qu'en 1929.
En 1875, il a quitté l'Islande.
Au cours de sa mission, il a écrit plusieurs ouvrages pour la défense de l'Église catholique, y compris ceux en conflit avec le théologien islandais Magnús Eiríksson (en) (1806-1881).
Le travail d'évangélisation a été fortement limité, du fait de l'interdiction du prosélytisme en vigueur jusqu'en 1874.

## Œuvres
- Útskýring um trú katólsku kirkjunnar í þeim trúaratriðum, þar sem ágreiningr er milli hennar og mótmælenda, Reykjavík, 1865.
- [anon.], Svar hinna katólsku presta upp á 1. bréfið frá París eptir Eirík Magnússon. Hvað segir sagan um Parísarbréfið?, Reykjavík, 1866
- Jesús Kristr er guð. Þrátt fyrir mótmæli herra Magnúsar Eiríkssonar, Reykjavík, 1867
- [anon.], Er það satt eðr ósatt, sem hra Jónas Guðmundsson segir um bækling vorn: "Jesús Kristr er Guð" o. s. frv.?, Reykjavík, 1867
- Til Íslendinga : um Lestrarbók handa alþýðu, eftir séra Þórarinn Böðvarsson, Reykjavík, 1875

## Remarques
1. ↑  (it) « Provincia Euro-Mediterranea », sur Gesuiti (consulté le 9 avril 2023).